# La Loi du sang (livre)
Pour les articles homonymes, voir La Loi du sang (homonymie).
La Loi du sang est un essai de Johann Chapoutot, édité par les éditions Gallimard et publié en 2014, abordant les fondements sur lesquels repose la doctrine du national-socialisme.

## Structure
L'ouvrage se compose de trois parties :
1. Procréer
  1. Origines : nature, essence, naissances
  2. Aliénation : acculturation et dénaturation
  3. Restructuration : renaissances
2. Combattre
  1. Toute vie est combat
  2. Guerre interne : la lutte contre les Volksfremde
  3. Guerre externe : la dureté est douce pour l'avenir
3. Régner
  1. L'ordre international westphalien et versaillais : finis Germaniae
  2. Reich et colonisation de l'Est européen
  3. Le millenium comme frontière

## Accueil

### En France
Pour le critique du Monde, c'est un ouvrage novateur où Johann Chapoutot montre « que l’idéologie nazie offrait bien une vision structurée du monde, faisant suffisamment système pour envahir les consciences et séduire le tout-venant comme des penseurs aussi illustres que le juriste Carl Schmitt et le philosophe Martin Heidegger ».
Dans Télérama, le critique explique que l'historien « a dressé la cartographie de cet « univers mental » instauré par le IIIe Reich et aboutissant à la solution finale ».
L'historien Nicolas Patin sur le site Nonfiction estime que « L’ouvrage, fondé sur une très solide culture juridique, grecque et latine, permet donc de comprendre que le nazisme n’était pas simplement l’expression de la force et du fait contre le droit ; il se pensait comme une loi, une loi de la vie, une forme de biocratie au service de la race, bien plus légitime que celle des puissances occidentales ».
Pour le critique de Lectures, Johann Chapoutot « propose ici un renouvellement historiographique » mais il propose « une approche purement verticale du phénomène [et] fournit un schéma explicatif qui nous semble incomplet ».
Dans la revue Cités, Avishag Zafrani considère que « L’analyse par Johann Chapoutot des pratiques discursives juridiques de la biopolitique raciale nazie est non seulement essentielle mais deviendra également certainement une source importante des études à venir sur cette période de l’histoire ».

### En Allemagne
Dans sa réception critique, Thomas Vordermayer estime que dans l’ensemble, « l’étude de Chapoutot n’élargit pas significativement notre connaissance de l’idéologie nazie. » Il déplore que trop souvent, les chapitres ne résument que des aspects bien connus de celle-ci, notamment que les idéologues nazis se sont éloignés diamétralement de la Révolution française et se sont fortement opposés au libéralisme et à l'universalisme.
Pour Thomas Vordermayer, l'affirmation de Johann Chapoutot selon laquelle les recherches antérieures n'ont pas poursuivi une démarche proche de celle qui est la sienne dans cet ouvrage ou l'ont fait seulement « de manière incorrecte » est erronée. Il considère qu’il s’agit d’une « affirmation provocatrice pour laquelle Chapoutot ne fournit aucune preuve. » Selon lui, la bibliographie de cette étude ne prend en compte que de manière fragmentaire des recherches plus anciennes, Chapoutot ne traitant pas des monographies d'Eberhard Jäckel, de Frank-Lothar Kroll et de Barbara Zehnpfennig, qui sont pertinentes pour le sujet abordé dans ce livre. Ainsi, selon Vordermayer, « les attaques anonymes de Chapoutot contre les recherches précédentes, qui ont jusqu'à présent « généralement considéré les écrits nationaux-socialistes comme indignes d'attention et comme du phrasé creux » et les ont rejetés comme de « simples logorrhées », sont déplacées et peu convaincantes. »
Thomas Vordermayer note également des lacunes dans la critique des sources, notamment en ce qui concerne les témoignages sur Hitler et considère particulièrement grave le fait que Chapoutot s'appuie à plusieurs reprises sur les « Conversations avec Hitler » fictives d'Hermann Rauschning, dont il a été démontré depuis des décennies qu'elles n'étaient absolument pas fiables, répétant ainsi une erreur qui a été, selon lui, « justement critiquée » dans son étude Le National-socialisme et l'Antiquité (2014).
Thomas Vordermayer salue néanmoins, « aussi inégale et non systématique que soit la réception par Chapoutot des recherches existantes », la richesse du matériel source que celui-ci a traité et qu'il juge « impressionnante », la documentation étant composée d'environ 1 200 livres et articles de revues ainsi que d'une cinquantaine de films, bien que ces derniers ne soient qu'occasionnellement inclus dans l'analyse. En examinant de nombreuses publications d'auteurs nazis de deuxième et troisième rang, dans des domaines aussi différents que le droit, l'histoire, mais aussi la médecine, la biologie ou la géographie, le travail de Chapoutot, selon Vordermayer, « enrichit notre connaissance de la vision du monde nazie avec quelques facettes véritablement nouvelles (bien que pas dans la mesure suggérée dans l’introduction) ».
L’historien Roman Töppel estime, lui, que Johann Chapoutot est bien parvenu à montrer les grandes lignes de la vision du monde nazie. Enumérant les nombreuses sources utilisées par Chapoutot qui comprennent des textes, des images et des documents audio, il regrette néanmoins que le condensé que Chapoutot fait de ceux-ci afin de rendre les idées des théoriciens nazis compréhensibles dans leur propre logique ait « l’inconvénient de négliger les différenciations et les nuances. Par endroits, il combine un pot-pourri de penseurs différents en une image homogène qui était en réalité beaucoup plus hétérogène. » Par exemple, la manière dont Chapoutot décrit la vision des théoriciens nazis comme l'idée que les Juifs n'ont pas d'instinct parce qu'ils ne sont pas une « race pure », contraste, selon Töppel, avec les déclarations de Houston Stewart Chamberlain dans La Genèse du XIXe siècle ou d'Adolf Hitler dans Mein Kampf, tous deux considérant les Juifs comme une race pure dotée d’un « instinct infaillible ».
Tout comme Vordermayer, Roman Töppel perçoit comme un des plus gros défauts de l'ouvrage la référence répétée à Hermann Rauschning. Selon lui, Chapoutot « diffuse également de prétendues déclarations d'Hitler qui contredisent les propos réels du dictateur ». Il dément ainsi les propos de Chapoutot : « Les Dix Commandements ont même été déclarés par Hitler comme l’un des pires, sinon le pire, ennemis du national-socialisme » (p. 166), rappelant que ce que Hitler pensait réellement des Dix Commandements est connu notamment par une déclaration authentique faite par le Chancelier du Reich le 24 octobre 1941 : « Les Dix Commandements sont des lois d'ordre absolument louables. » Selon Roman Töppel, les souvenirs d’Albert Speer sont également très peu fiables et il eut été préférable de ne pas s’y fier.

## Récompenses et distinctions
- Prix Yad Vashem 2015[8]
- Prix Émile Perreau-Saussine 2015[9]
- Prix « Ethique et réflexion » des prix Pierre Simon 2015[10]

## Traductions
L'ouvrage a été traduit en allemand sous le titre Das Gesetz des Blutes : von der NS-Weltanschauung zum Vernichtungskrieg, édité chez Philipp von Zabern en 2016,. 
Il a été traduit en italien sous le titre La legge del sangue : pensare e agire da nazisti, aux éditions Einaudi en 2016.
Il paraît en anglais sous le titre The Law of Blood: Thinking and Acting as a Nazi, publié par la Belknap Press of Harvard University Press en 2018,,.
Il est traduit en espagnol sous le titre La ley de la sangre : pensar y actuar como un nazi, chez Alianza Editorial en 2021.
Il paraît en tchèque sous le titre Zákon krve : myslet a jednat jako nacista, aux éditions Rybka en 2021.